# Thecanthes punicea
Thecanthes punicea är en tibastväxtart som först beskrevs av Robert Brown, och fick sitt nu gällande namn av Wikstrom. Thecanthes punicea ingår i släktet Thecanthes och familjen tibastväxter. Inga underarter finns listade i Catalogue of Life.